# Quarth
Quarth (クォース, Kuōsu) ou Block Hole est un jeu vidéo de type puzzle et shoot 'em up développé et édité par Konami, sorti en 1989 sur borne d'arcade, MSX2, NES, Game Boy et téléphone mobile.

## Accueil
- Nintendo Life : 6/10[1]